# Arundhati Roy
Suzanna Arundhati Roy (24 de Novembro de 1961) é uma escritora, novelista e activista antiglobalização indiana. Foi a primeira pessoa indiana a vencer o Man Booker Prize pela sua primeira novela, O Deus das Pequenas Coisas, em 1997. Em 2002 venceu o Lannan Cultural Freedom Prize. É uma activista dos direitos humanos e  causas ambientais  .

## Biografia
Arundhati Roy nasceu em Shillong, Meghalaya, Índia,filha de Rajib Roy, um hindu de Calcutá, gerente de uma plantação de chá, e Mary Roy, uma activista cristã dos direitos femininos, de Kerala.Quando ela tinha dois anos, seus pais se divorciaram e ela voltou com sua mãe e irmão para Kerala. A mãe era doente asmática e foi mal recebida pela família após o divórcio..Assim por algum tempo, a família viveu com o avô materno de Roy em Ooty, no sul da India. Quando ela tinha 5 anos, a família voltou para Kerala, onde sua mãe fundou uma escola.
Roy frequentou a escola em Corpus Christi, Kottayam, seguida pela  Lawrence School, Lovedale, em Nilgiris. A seguir estudou arquitetura na Escola de Planejamento e Arquitetura de Deli, onde conheceu o arquiteto Gerard da Cunha. Os dois viveram juntos em Deli, e depois Goa, até que se separaram.
Roy então retornou a Delhi, onde obteve um emprego no Instituto Nacional de Assuntos Urbanos. Em 1984, ela escreveu o roteiro do filme Massey Sahib, em colaboração com o diretor Pradip Krishen, que posteriormente se tornou seu marido. Eles então colaboraram em uma série de televisão sobre o movimento da independência da Índia e dois filmes "Annie" e  "Electric Moon". Decepcionada pelo mundo do cinema, Roy arranjou vários outros trabalhos, acabando por se separar de Krishen. O sucesso do seu primeiro romance "O Deus das pequenas Coisas" permitiu-lhe prosseguir uma carreira literária.
Foi a primeira mulher indiana a receber Man Booker Prize. Após recebê-lo, doou-o a um movimento social.

## Obras publicadas

### Ficção
- O Deus das Pequenas Coisas - no original The God of Small Things (1997)
- O Ministério da Felicidade Suprema - no original The Ministry of Utmost Happiness (2017)

### Não Ficção
- The End of Imagination (1998) - Crítica a política nuclear da Índia.
- The Cost of Living (1999) Contém os ensaios "The Greater Common Good" e "The End of Imagination."
- The Greater Common Good (1999)
- The Algebra of Infinite Justice (2002) Colectânea de ensaios: "The End of Imagination," "The Greater Common Good," "Power Politics", "The Ladies Have Feelings, So...," "The Algebra of Infinite Justice," "War is Peace," "Democracy," "War Talk" e "Come September."
- Power Politics (2002)
- War Talk (2003)
- An Ordinary Person's Guide To Empire (2004)
- Public Power in the Age of Empire  (2004)
- The Checkbook and the Cruise Missile: Conversations with Arundhati Roy. Entrevista por David Barsamian (2004)
- The Shape of the Beast: Conversations with Arundhati Roy (2008)
- Listening to Grasshoppers: Field Notes on Democracy (2009)
- Broken Republic: Three Essays (2011)
- Walking with the Comrades (2011)
- Kashmir: The Case for Freedom (2011)
- The Hanging of Afzal Guru and the Strange Case of the Attack on the Indian Parliament (2013)
- Capitalism: A Ghost Story. Haymarket Books (2014)